# Alexandra Maria Lara
Alexandra Maria Lara (Bukarest, 1978. november 12. –) Németországban élő román színésznő.

## Élete
Szülei 1983-ban menekültek el Romániából. Freiburgban nőtt fel. Majd Berlinbe költözött a család.

## Filmjei
- 1994: Stella Stellaris; tévé-minisorozat; névtelen szereplő
- 1996: Mensch, Pia!; tévésorozat; Pia Mangold
- 1997: Sperling; tévésorozat; „Sperling und der falsche Freund” epizód; névtelen szerep
- 1998: Die Mädchenfalle – Der Tod kommt online; tévéfilm; Silke Hartmann
- 1998: Tetthely (Tatort); tévésorozat; „Fürstenschüler” epizód; Kerstin Halbe
- 1998: Bubi Scholz története (Die Bubi-Scholz-Story); tévéfilm; Renate fiatalon
- 1999: A rendőrség száma 110 (Polizeiruf 110); tévésorozat; „Sumpf” epizód; Meike
- 1999: Südsee, eigene Insel; Sandra
- 2000: Vertrauen ist alles; tévéfilm; Jennifer Blankenburg
- 2000: Fisimatenten; Hanna
- 2000: Crazy; Melanie
- 2000: Kalózjárat (Luftpiraten – 113 Passagiere in Todesangst); tévéfilm; Nicolette
- 2001: Az alagút (Der Tunnel); Charlotte „Lotte” Lohmann
- 2001: Honolulu, Cleonise
- 2001: 99euro-films;, „Privat” c. rész, névtelen szerep
- 2001: Leo und Claire; Käthe Katzenberger
- 2002: Liebe und Verrat; tévéfilm; Marie Irimia
- 2002: Was nicht passt, wird passend gemacht; Astrid
- 2002: Schleudertrauma; tévéfilm; Doreen
- 2002: Meztelenkedés (Nackt); Annette
- 2002: Napóleon, minisorozat; Maria Walewska grófné
- 2002: Doktor Zsivágó (Doctor Zhivago); tévésorozat; Tonya Gromikova-Zsivágó
- 2002: Két szív a korona ellen (Trenck – Zwei Herzen gegen die Krone); tévéfilm; Amélia hercegnő
- 2003: A kívánságok fája (Der Wunschbaum); tévésorozat; Camilla Senger, sz. Hofmann
- 2004: Leise Krieger; Nora
- 2004: A bukás – Hitler utolsó napjai); Traudl Junge, Hitler titkárnője
- 2004: Álomkergetők (Cowgirl); Johanna „Paula” Jakobi
- 2005: A szerelem keresése és meglelése (Vom Suchen und Finden der Liebe); Venus Morgenstern
- 2005: Agyő, Bukarest (Offset); Brindusa Herghelegiu
- 2005: A halász és a felesége (Der Fischer und seine Frau); Ida
- 2006: Hol van Fred? (Wo ist Fred?); Denise Poppnick
- 2007: Control; Annik Honore
- 2007: I Really Hate My Job; Suzie
- 2007: A Cég – A CIA regénye (The Company); tévésorozat; Lili
- 2007: Koravén ifjúság (Youth Without Youth); Veronica / Laura / Rupini
- 2008: A Baader-Meinhof csoport (Der Baader Meinhof Komplex); Petra Schelm
- 2008: A felolvasó (The Reader); Ilana Mather fiatalon
- 2009: Hinter Kaifeck; Juliana Lukas
- 2009: Az otthon túl messze van (The City of Your Final Destination); Deirdre Rothemund
- 2009: Az utolsó kém (L’affaire Farewell); Jessica
- 2010: Dubai álmok (City of Life); Natalia Moldovan
- 2010: Távoli emlékek (Quartier lointain); Anna Vernaz
- 2010: Je n’ai rien oublié; Simone Senn
- 2011: Rubbeldiekatz; Sarah
- 2012: Bőgőmasina (Nachtlärm); Lívia
- 2012: A képzelet ereje (Imagine); Eva
- 2013: Hajsza a győzelemért (Rush); Marlene Lauda
- 2015: Francia szvit (Suite française); Leah
- 2016: A legkúlabb nap (Der geilste Tag); Mona
- 2016: Négyen a bank ellen (Vier gegen die Bank); Freddie
- 2016: Robbi, Tobbi und das Fliewatüüt; Sharon Schalldämpfer
- 2017: Nur Gott kann mich richten; Valerie
- 2017: Űrvihar (Geostorm); Ute Fassbinder
- 2017–2018: You Are Wanted; tévésorozat; Hanna Franke
- 2018: 25 km/h – Féktelen száguldás (25 km/h); Ingrid
- 2018: Und der Zukunft zugewandt; Ingrid
- 2019: Alfons Zitterbacke: Das Chaos ist zurück; Louise Zitterbacke
- 2019: Collini nem beszél (Der Fall Collini); Johanna Meyer
- 2020: Aszfaltégetés (Børning 3); Robin
- 2021: 8 Zeugen; tévésorozat; Dr. Jasmin Braun
- 2021: King’s Man: A kezdetek (The King’s Man); Emily Oxford
- 2022: Toutes ces choses qu’on ne s’est pas dites; tévésorozat; Julia Saurel
- 2022: A célpont (La syndicaliste); Julie Depret